# Bijdragen tot de flora van Nederlandsch Indië
Bijdragen tot de flora van Nederlandsch Indië (Contribucions a la flora de les Índies Neerlandeses; abreujat Bijdr. Fl. Ned. Ind.) és un llibre amb il·lustracions i descripcions botàniques que va ser escrit pel naturalista, botànic alemany-neerlandès Carl Ludwig Blume que va ser publicat en 17 parts en els anys 1825-1827.